# Cantó de Niça-14
El cantó de Niça-14 és un cantó francès del departament dels Alps Marítims, situat al districte de Niça. Compta amb part del municipi de Niça.

## Municipis
- Niça (barris d'Arenas, amb l'aeroport i l'ajuntament; Lu Molins, Sant Agustin i Santa Margarida)

## Història
| Data d'elecció                           | Identitat           | Partit          | Qualitat |
| ---------------------------------------- | ------------------- | --------------- | -------- |
| 1979-1992                                | Antoine Martin      | RPR             |          |
| 1992                                     | Marie-Jeanne Murcia | UDF             |          |
| 1992-1998                                | Jacques Peyrat      | FN, després RPR |          |
| 1998-                                    | Paul Cuturello      | PS              |          |
| les dades anteriors no són pas conegudes |                     |                 |          |
|                                          |                     |                 |          |

| 1962 | 1968 | 1975 | 1982 | 1990 | 1999   | 2007   |
| ---- | ---- | ---- | ---- | ---- | ------ | ------ |
| -    | -    | -    | -    | -    | 26.412 | 25.712 |